# ليون لاي
ليون لاي (بالصينية: 黎明) هو مغني وممثل صيني، ولد في 11 ديسمبر 1966 في الصين. من الجوائز التي نالها جائزة الحصان الذهبي لأفضل ممثل رئيسي ‏ سنة 2002 وBronze Bauhinia Star ‏ وMedal of Honour (Hong Kong) ‏.

## جوائز
- جائزة الحصان الذهبي لأفضل ممثل رئيسي [الإنجليزية]‏ (2002)
- Bronze Bauhinia Star [الإنجليزية]‏
- Medal of Honour (Hong Kong) [الإنجليزية]‏

## وصلات خارجية
- ليون لاي على موقع IMDb (الإنجليزية)
- ليون لاي على موقع ألو سيني (الفرنسية)
- ليون لاي على موقع ميوزك برينز (الإنجليزية)
- ليون لاي على موقع أول موفي (الإنجليزية)
- ليون لاي على موقع قاعدة بيانات الأفلام السويدية (السويدية)
- ليون لاي على موقع إن إن دي بي (الإنجليزية)
- ليون لاي على موقع أول ميوزيك (الإنجليزية)
- ليون لاي على موقع ديسكوغز (الإنجليزية)
- ليون لاي على موقع قاعدة بيانات الفيلم (الإنجليزية)
- ليون لاي على موقع كينوبويسك (الروسية)